# Platycerota olivatia
Platycerota olivatia är en fjärilsart som beskrevs av George Francis Hampson 1902. Platycerota olivatia ingår i släktet Platycerota och familjen mätare. Inga underarter finns listade i Catalogue of Life.